# Ceramica apula

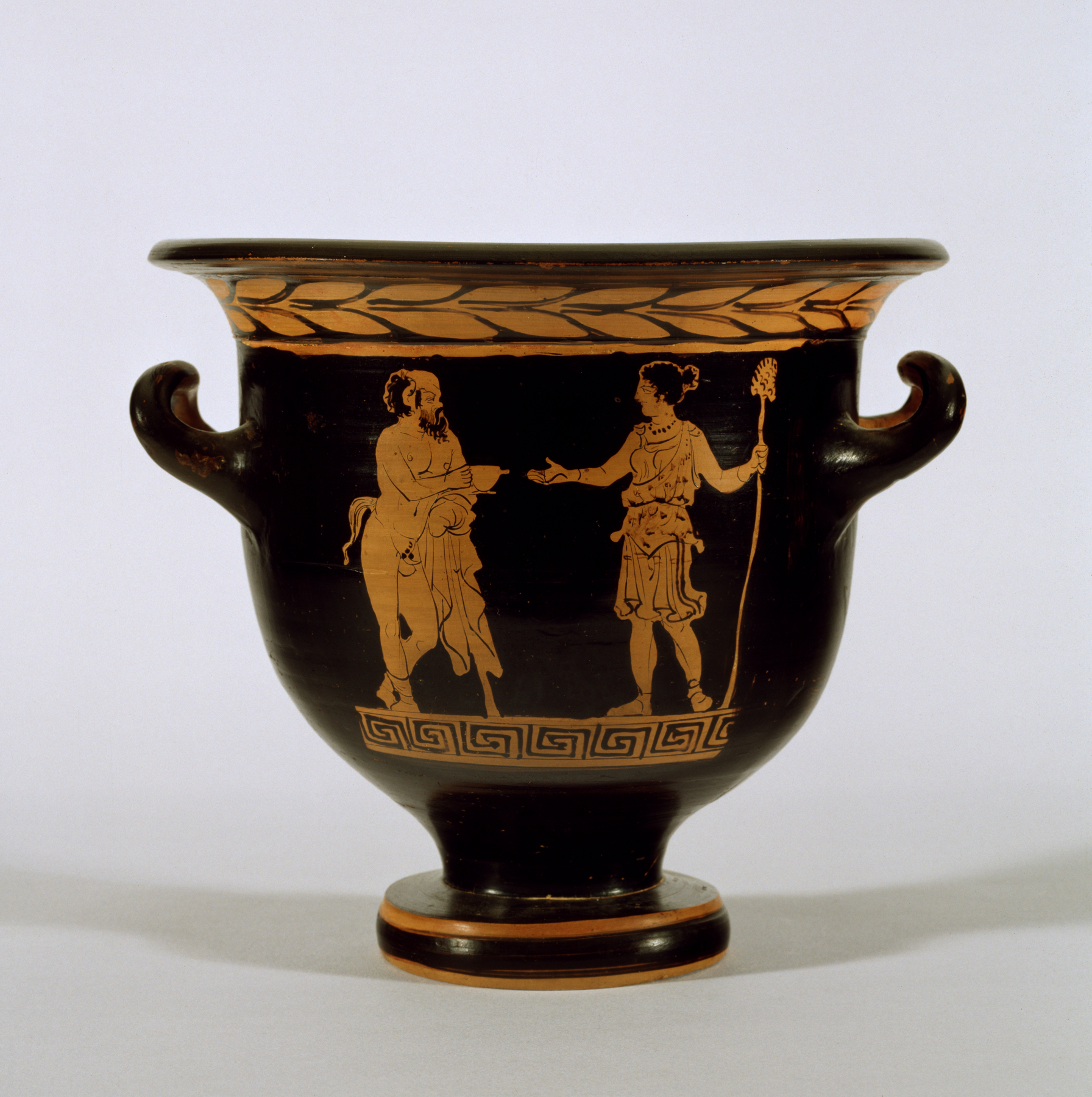
Pittore di Tarporley, lato A di un cratere a campana a figure rosse. Baltimora, Walters Art Museum 482760.

La ceramica apula è la ceramica a figure rosse prodotta dalla scuola di ceramografi insediatasi a Taras (Taranto) intorno al 430 a.C. e formatasi ad Atene in ambito polignoteo. Sono escluse dalla denominazione le ceramiche indigene messapiche (o, più genericamente, iapigie).

## Caratteristiche e stili
Arthur Dale Trendall e Alexander Cambitoglu hanno distinto la ceramica apula in tre fasi: apulo antico (430-370), apulo medio (370-340), apulo tardo (340-300). La scuola apula termina forse verso i primi anni del III secolo a.C. Esemplari apuli sono stati esportati in altre parti del sud Italia, in Sicilia e sulle coste della Dalmazia; ebbe grande influenza sulla ceramica lucana, campana e pestana. La ceramica di Canosa sembra essere derivata dall'apulo tardo tramite il Pittore di Baltimora.
Dopo una prima fase di stile atticizzante la scuola formò uno stile proprio. Pionieri furono il Pittore della Danzatrice di Berlino e il Pittore di Sisifo. I loro seguaci svilupparono espressioni diverse e coesistenti nell'opera dei maestri dando luogo a due stili distinti: lo stile ornato entro il quale la figura più significativa è stata riconosciuta nel Pittore di Dario, e lo stile semplice che ha il proprio capostipite nel Pittore di Tarporley.

### Stile semplice
I soggetti dello stile semplice sono gruppi dionisiaci, giovani e fanciulle; la rappresentazione è sobria e ripetitiva e non comprende più di quattro figure; si svolge su crateri, anfore, pelikai e soprattutto su piccoli vasi. Alla metà del IV secolo a.C. lo stile semplice, attraverso l'opera del Pittore di Atene 1714, acquisisce i colori e l'ornamentazione complessa dello stile ornato. Il Pittore di Atene 1714 si pone anche all'origine della tradizione floreale della scuola apula, forse ispirata alle decorazioni del greco Pausia.

### Stile ornato
Lo stile ornato è presente su vasi di più grandi dimensioni, crateri a volute, anfore e loutrophoroi e raggiunge il massimo della floridezza a metà del IV secolo a.C. Gli esemplari più ambiziosi recano soggetti tratti dalla mitologia greca, soggetti tragici e funerari; le scene si dispiegano su più livelli e possono comprendere più di venti figure attorno ad un elemento centrale. Gli spazi vuoti sono riempiti da decorazioni floreali particolarmente studiate ed elaborate, con viste di scorcio e meandri ombreggiati. Nel pieno stile ornato il bianco, il giallo e il porpora sono usati ampiamente.
Il Pittore dell'Ilioupersis, che prediligeva lo stile ornato, fu l'iniziatore, nel secondo quarto del IV secolo a.C., della decorazione con edicola centrale sul lato anteriore e stele su quello posteriore per i grandi vasi funerari.